# Třída Aigle
Třída Aigle byla třída „supertorpédoborců“ francouzského námořnictva z období druhé světové války. Celkem bylo postaveno šest jednotek této třídy. Ve službě byly od roku 1932. Pět bylo za války zničeno, jedna dosloužila roku 1959.

## Stavba
Torpédoborce byly objednány v rámci programu pro rok 1927. Vyzbrojeny byly novým modelem poloautomatických kanónů se zvýšenou rychlostí palby (avšak menším dostřelem). Přesnost palby zlepšovalo použití nových dálkoměrů (jeden čtyřmetrový a jeden pětimetrový). Celkem bylo postaveno šest jednotek této třídy. První série čítala čtyři plavidla a druhá dvě s upraveným pohonem a výzbrojí. Do jejich stavby se zapojilo pět loděnic. Dvě jednotky postavila loděnice Arsenal de Lorient v Lorientu. Po jedné pak loděnice Ateliers et Chantiers de France v Dunkerku, Ateliers et Chantiers de Bretagne v Nantes, Ateliers et Chantiers de la Loire v Saint-Nazaire a Forges et Chantiers de la Méditerranée v La Seyne. Do služby byly přijaty v letech 1932 a 1934.
Jednotky třídy Aigle:
| Jméno    | Loděnice                                         | Založení kýlu | Spuštěna        | Vstup do služby | Osud |
| -------- | ------------------------------------------------ | ------------- | --------------- | --------------- | --- |
| Aigle    | Ateliers et Chantiers de France                  | 1928          | 19. února 1931  | listopad 1932   | V letech 1940–1942 podřízen vládě ve Vichy. Dne 27. listopadu 1942 v Toulonu potopen vlastní posádkou. Vyzdvižen 1943, potopen spojeneckým letectvem. |
| Gerfaut  | Ateliers et Chantiers de Bretagne                | 1929          | 14. června 1930 | březen 1932     | V letech 1940–1942 podřízen vládě ve Vichy. Dne 27. listopadu 1942 v Toulonu potopen vlastní posádkou. Vyzdvižen 1943, potopen spojeneckým letectvem. |
| Albatros | Ateliers et Chantiers de la Loire                | 1929          | 27. června 1930 | leden 1932      | V letech 1940–1942 podřízen vládě ve Vichy. Dne 8. listopadu 1942 v Casablance poškozen při spojeneckém vylodění v Severní Africe (operace Torch) a poškozený najel na břeh. Roku 1943 byl vyzvednut a upraven na dělostřeleckou cvičnou loď. Vyřazen 1959. |
| Vautour  | Forges et Chantiers de la Méditerranée, La Seyne | 1929          | 28. srpna 1930  | červen 1932     | V letech 1940–1942 podřízen vládě ve Vichy. Dne 27. listopadu 1942 v Toulonu potopen vlastní posádkou. Vyzdvižen 1943, potopen spojeneckým letectvem. |
| Épervier | Arsenal de Lorient                               | 1930          | 14. srpna 1931  | květen 1934     | V letech 1940–1942 podřízen vládě ve Vichy. Dne 8. listopadu 1942 během operace Torch v Oranu poškozen spojeneckými silami. Druhý den najel na břeh. Roku 1946 vyzvednut a sešrotován.                                                                      |
| Milan    | Arsenal de Lorient                               | 1930          | 13. října 1931  | květen 1934     | V letech –1942 podřízen vládě ve Vichy. Dne 8. listopadu 1942 během operace Torch v Casablance poškozen spojeneckými silami a najel na břeh. |

## Konstrukce

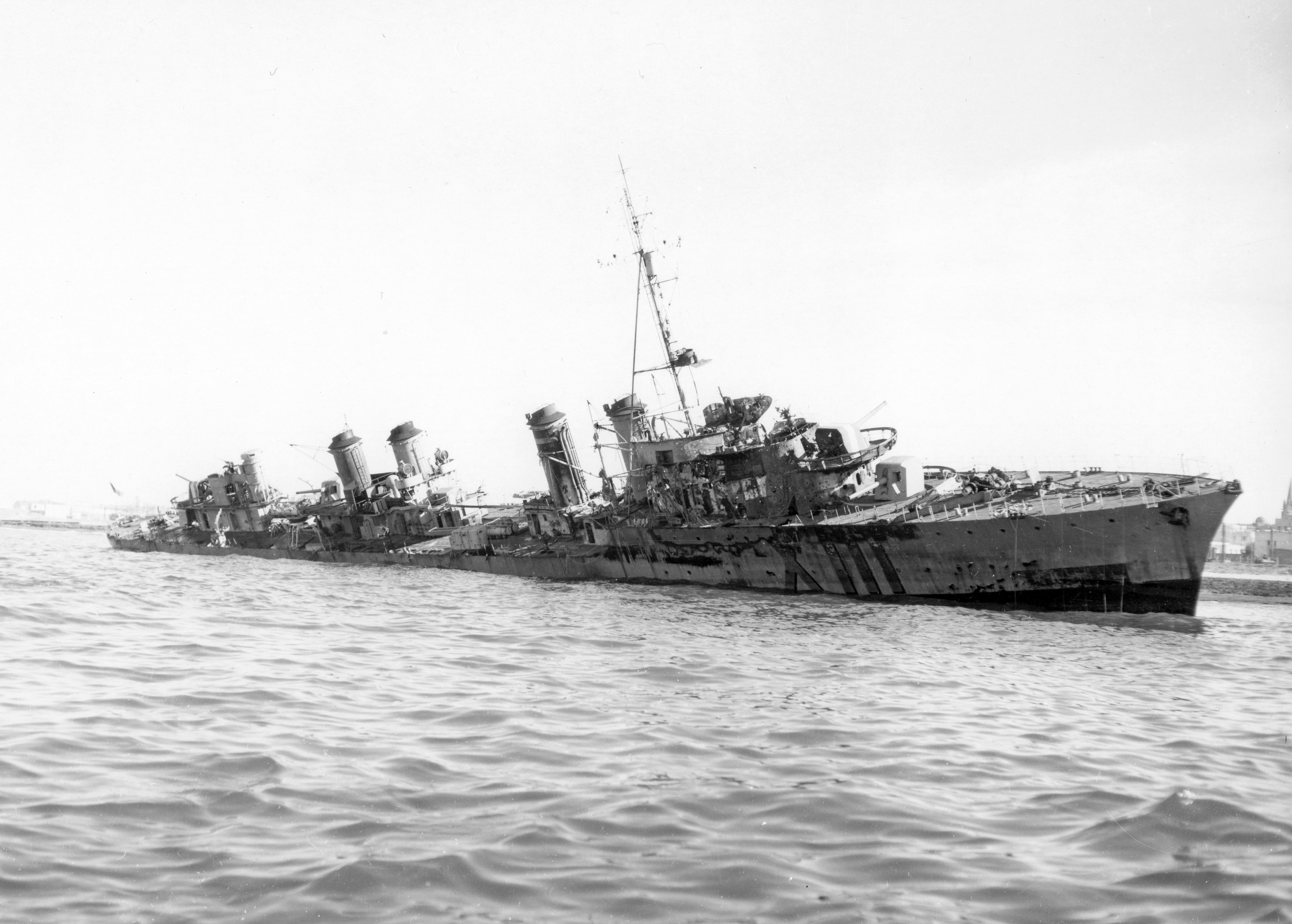
Torpédoborec Milan po najetí na břeh v Casablance

Výzbroj tvořilo pět 138,6mm kanónů umístěných v jednodělových věžích. Doplňoval je jeden 75mm kanón, čtyři 37mm kanóny, čtyři 13,2mm kulomety a šest 550mm torpédometů. K ničení ponorek sloužily čtyři vrhače a dva spouštěče hlubinných pum. Těch bylo neseno celkem 44 kusů. Pohonný systém tvořily čtyři kotle (Yarrow, nebo Penhoët) a dvě turbínová soustrojí (Aigle měl turbíny Zoelly, Gerfaut a Épervier Rateau-Bretagne, Albatros, Vautour a Milan turbíny Parsons) o výkonu 64  000 shp, pohánějící dva lodní šrouby. Plavidla měla typickou čtyřkomínovou siluetu. Nejvyšší rychlost dosahovala 36 uzlů. Dosah byl 3650 námořních mil při rychlosti 18 uzlů a 750 námořních mil při rychlosti 37 uzlů.

### Modifikace
Poslední pár měl o 0,8 metru prodloužený trup a upravený pohonný systém s vysokotlakými kotly a turbínami o výkonu 68  000 shp. Nesly také o jeden 75mm kanón více a jeden 550mm torpédomet více (jeden trojitý a dva dvojité). Navíc unesl až 20 námořních min.
Ve 30. letech byl z první čtveřice odstraněn 75mm kanón.